# Sammy Price
Sammy Price, (Honey Grove, 1908. október 6. – New York, 1992. április 14.) amerikai dzsesszzongorista. Dzssessz-, boogie-woogie-, jump blues-zenész, és zenekarvezető volt.

## Pályafutása
Sammy Price Dallasban tanult zongorázni. 1927 és 1930 között Alphonso Trent zenekarának énekese és táncosa is volt. hosszú és eredményes karriert futott be blues- és boogie-woogie- zongoristaként. 1929-ben lemezt készített „Sammy Price and His Four Quarters” címmel.
Néhány évet Kansas Cityben, Chicagóban, és Detroitban töltött. 1938-ban Price a New York-i Decca Records zongoristája volt és számos blues-lemezezt vettek vele föl. Játszott olyan énekesekkel, mint Trixie Smith és Sister Rosetta Tharpe.
A '40-es évek elején saját zenekarát vezette. Egy lemezén Lester Young is szerepelt. Rendszeresen játszott az 52. Streeten Manhattanen. 1948-ban a Nizzai Dzsesszesztiválon Mezz Mezzrow-val játszott. Egy évtizeden át a Red Allennel játszott. Az 1950-es években számos rock & roll koncerten is zongorázott. A későbbi években Oliver Cheathammel készített felvételeket.
Sammy Price haláláig aktív volt.

## Lemezválogatás
- Sam Price 1929-1941:  Lester Young, Billy Taylor, J. C. Heard, Harold Doc West
- 1969: Barrelhouse and Blues Sandy Brown
- 1990: European All Stars & Oscar Klein